# 4430 Govorukhin
A 4430 Govorukhin (ideiglenes jelöléssel 1978 SX6) a Naprendszer kisbolygóövében található aszteroida. Ljudmilla Vasziljevna Zsuravljova fedezte fel 1978. szeptember 26-án.